# Przypołudnik

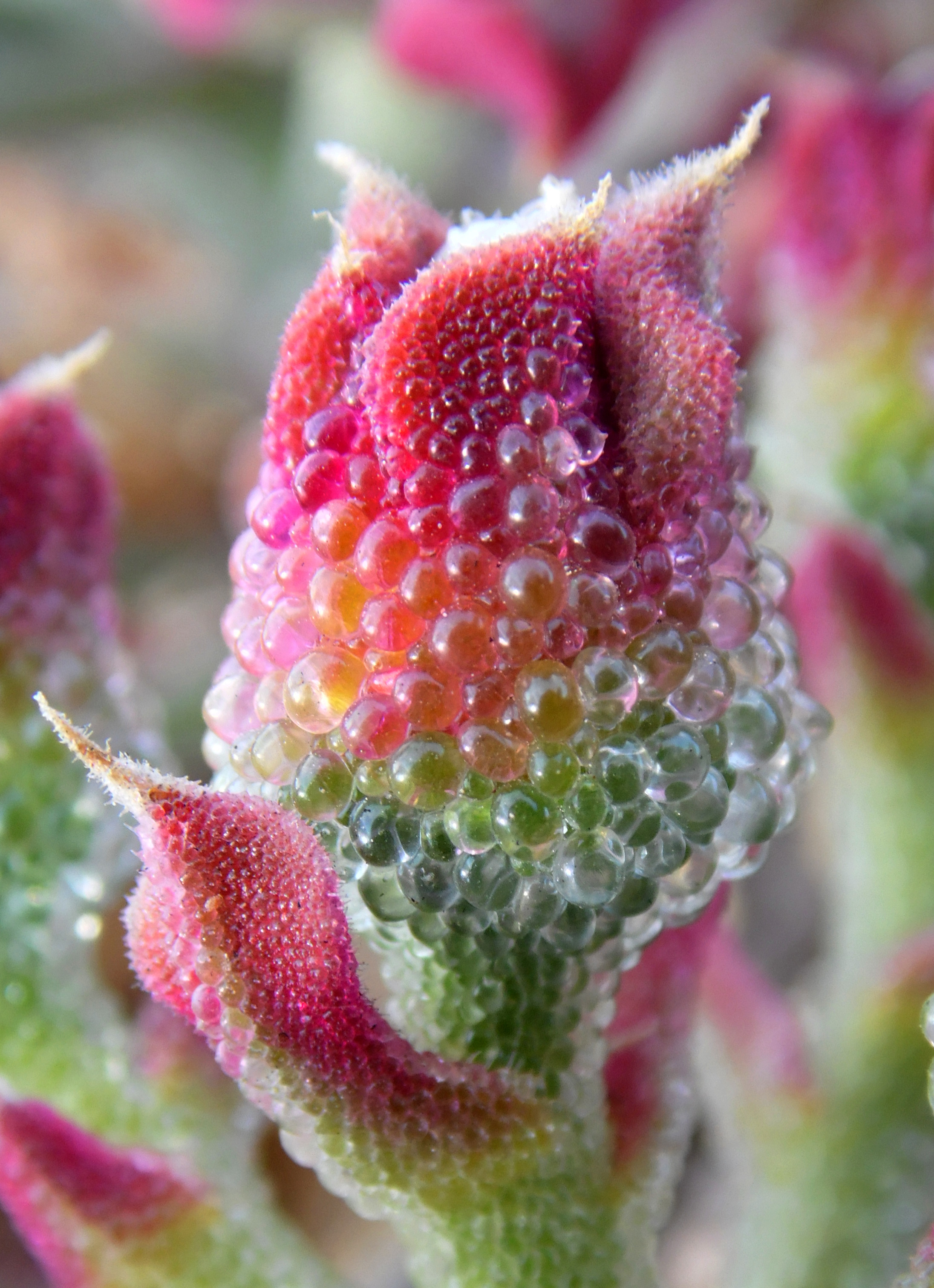
Komórki gromadzące wodę u przypołudnika kryształkowego

Przypołudnik, kryształka (Mesembryanthemum L.) – rodzaj roślin należący do rodziny pryszczyrnicowatych (przypołudnikowatych). Obejmuje 106 gatunków. Rośliny te występują w Afryce Południowej oraz w basenie Morza Śródziemnego, na Wyspach Kanaryjskich i w południowo-zachodniej Azji po Iran i Oman na wschodzie. W szerszym ujęciu systematycznym należą tu także gatunki z zachodniej części Ameryki Południowej i z Australii. Jako rośliny introdukowane rosną w Ameryce Północnej i Południowej, w Australii i Nowej Zelandii, w Azji Środkowej i Europie Zachodniej. Wiele gatunków pokrytych jest komórkami magazynującymi wodę, co nadaje im charakterystyczny wygląd (zdają się być pokryte kroplami wody błyszącymi jak kryształki lodu).
Gatunki z tego rodzaju są rzadziej uprawiane jako ozdobne niż inne z rodziny, ale są użytkowane jako warzywa, a ich tolerancja gleb zasolonych i suchych, sprawia, że ich użyteczność i perspektywiczne znaczenie jest bardzo duże.

## Morfologia

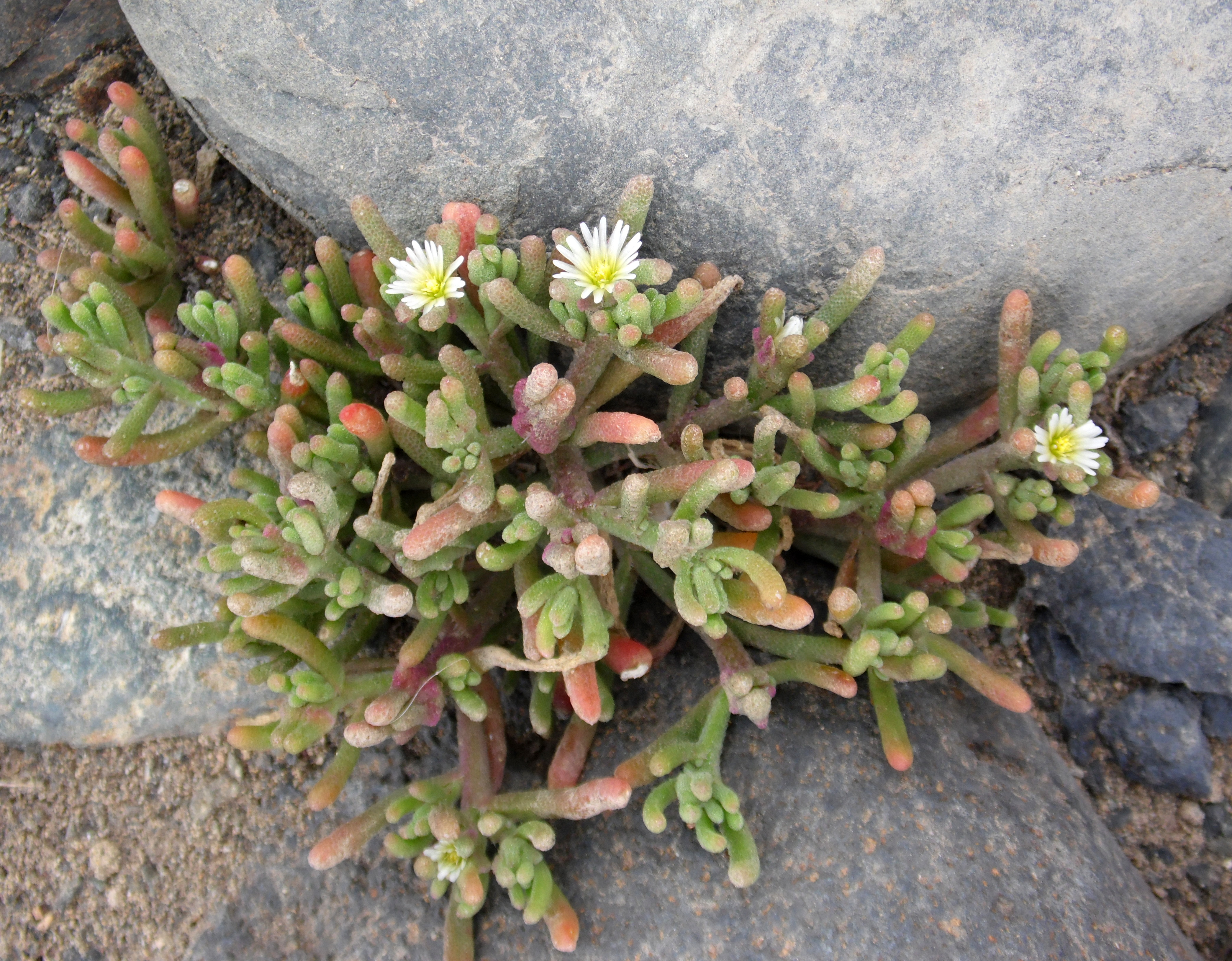
Mesembryanthemum nodiflorum

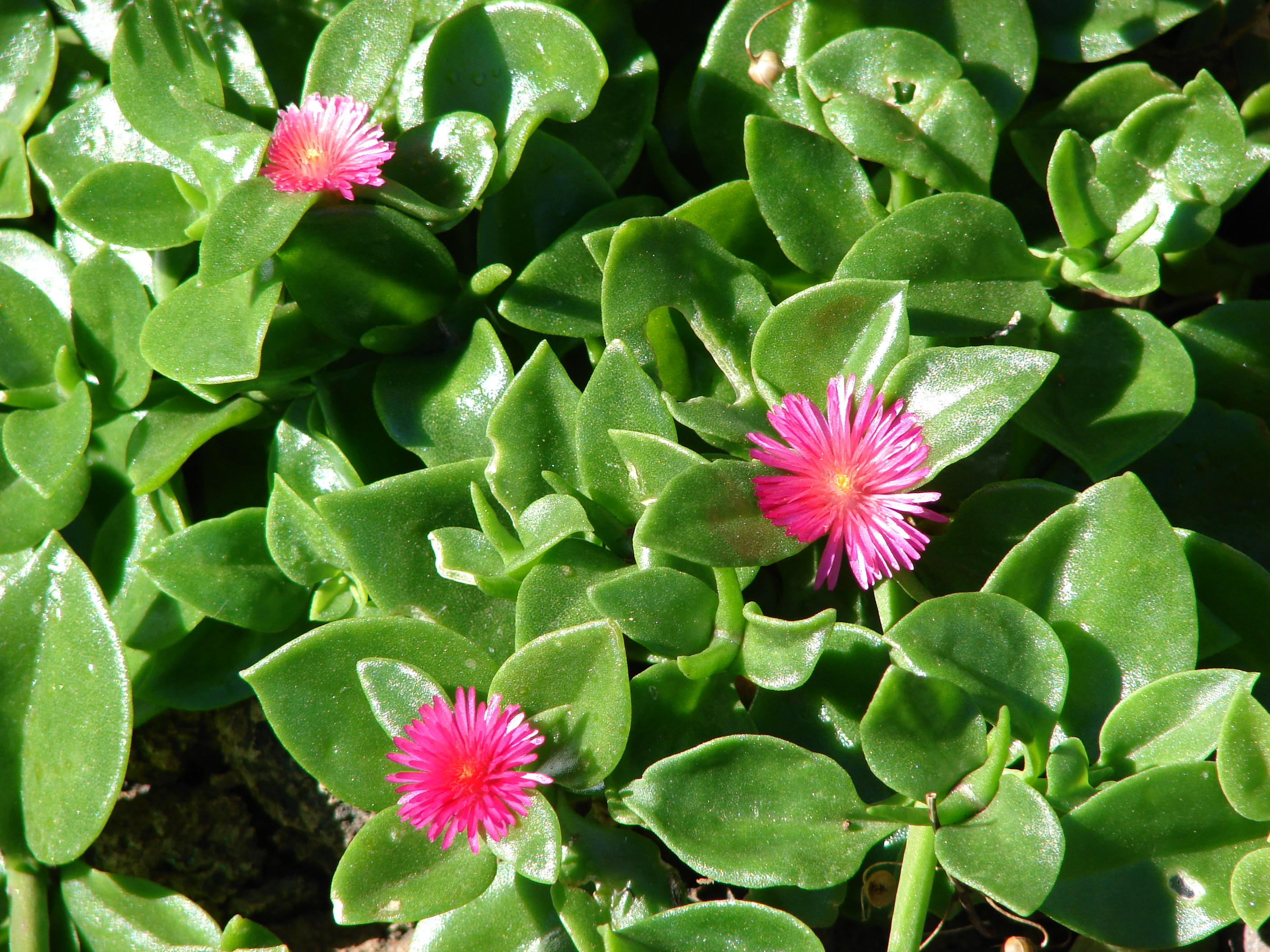
Mesembryanthemum cordifolium (Aptenia cordifolia)

PokrójWiele gatunków to rośliny jednoroczne, zamierające po owocowaniu, ale należą tu też długowieczne byliny i nawet krzewy do 3 m wysokości. W przypadku części bylin ich pędy nadziemne zamierają, a organem przetrwalnym są spichrzowe korzenie. Często są to rośliny o silnym wzroście, wzniesione, podnoszące się lub płożące.
LiścieCzęsto rozetowe, u nasady pędu często naprzeciwległe, wyżej zwykle skrętoległe. Obłe, ale też często spłaszczone, kształtu trójkątnego, o brzegach falistych. Często sezonowe.
KwiatyCzęsto liczne, rzadziej pojedyncze, zwykle okazałe. Kielich 5-działkowy. Płatki korony bardzo liczne, wąskie, białe, różowe lub żółte, u samej nasady zrośnięte w krótką rurkę. Często tworzą formy pośrednie przechodząc w prątniczki i w końcu w pręciki. Zalążnia wpół dolna do dolnej.
OwoceTorebka podzielona na 4–5 komór.

## Systematyka
Pozycja systematyczna
Rodzaj z rodziny pryszczyrnicowatych Aizoaceae, w obrębie której zaliczany jest do monotypowej podrodziny Mesembryanthemoideae, w niektórych ujęciach rozbijany jest na jeszcze 10 innych rodzajów. Dawniej rodzaj ujmowany był bardzo szeroko – należało tu ok. 2,5 tys. gatunków wyodrębnianych w bardzo liczne rodzaje, aczkolwiek w niektórych współczesnych ujęciach część z nich ponownie jest tu włączanych (np. Aptenia, Phyllobolus, Psilocaulon).
Wykaz gatunków
- Mesembryanthemum aitonis Jacq.
- Mesembryanthemum amabile (Gerbaulet & Struck) Klak
- Mesembryanthemum amplectens L.Bolus
- Mesembryanthemum archeri (L.Bolus) Klak
- Mesembryanthemum articulatum Thunb.
- Mesembryanthemum barklyi N.E.Br.
- Mesembryanthemum baylissii (L.Bolus) Klak
- Mesembryanthemum bicorne Sond.
- Mesembryanthemum brevicarpum (L.Bolus) Klak
- Mesembryanthemum bulletrapense  Klak
- Mesembryanthemum canaliculatum  Haw.
- Mesembryanthemum caudatum L.Bolus
- Mesembryanthemum chrysophthalmum (Gerbaulet & Struck) Klak
- Mesembryanthemum clandestinum Haw.
- Mesembryanthemum corallinum Thunb.
- Mesembryanthemum cordifolium L.f.
- Mesembryanthemum coriarium Burch. ex N.E.Br.
- Mesembryanthemum crassicaule Haw.
- Mesembryanthemum cryptanthum Hook.f.
- Mesembryanthemum crystallinum L. – przypołudnik kryształkowy, kryształka lśniąca
- Mesembryanthemum deciduum (L.Bolus) Klak
- Mesembryanthemum decurvatum (L.Bolus) Klak
- Mesembryanthemum delum L.Bolus
- Mesembryanthemum digitatum Aiton
- Mesembryanthemum dimorphum Welw. ex Oliv.
- Mesembryanthemum dinteri Engl.
- Mesembryanthemum emarcidum Thunb.
- Mesembryanthemum englishiae L.Bolus
- Mesembryanthemum eurystigmatum  Gerbaulet
- Mesembryanthemum exalatum (Gerbaulet) Klak
- Mesembryanthemum excavatum L.Bolus
- Mesembryanthemum expansum L.
- Mesembryanthemum fastigiatum Thunb.
- Mesembryanthemum flavidum Klak
- Mesembryanthemum gariepense (Gerbaulet & Struck) Klak
- Mesembryanthemum gariusanum Dinter
- Mesembryanthemum geniculiflorum L.
- Mesembryanthemum gessertianum Dinter & A.Berger
- Mesembryanthemum glareicola (Klak) Klak
- Mesembryanthemum granulicaule Haw.
- Mesembryanthemum grossum Aiton
- Mesembryanthemum guerichianum Pax
- Mesembryanthemum haeckelianum A.Berger
- Mesembryanthemum holense Klak
- Mesembryanthemum hypertrophicum Dinter
- Mesembryanthemum inachabense Engl.
- Mesembryanthemum junceum Haw.
- Mesembryanthemum juttae Dinter & A.Berger
- Mesembryanthemum knolfonteinense Klak
- Mesembryanthemum kuntzei Schinz
- Mesembryanthemum ladismithiense Klak
- Mesembryanthemum lancifolium (L.Bolus) Klak
- Mesembryanthemum latipetalum (L.Bolus) Klak
- Mesembryanthemum leptarthron A.Berger
- Mesembryanthemum lignescens (L.Bolus) Klak
- Mesembryanthemum ligneum (L.Bolus) Klak
- Mesembryanthemum lilliputanum Klak
- Mesembryanthemum longipapillosum Dinter
- Mesembryanthemum longistylum DC.
- Mesembryanthemum marlothii Pax
- Mesembryanthemum namibense Marloth
- Mesembryanthemum napierense Klak
- Mesembryanthemum neglectum (S.M.Pierce & Gerbaulet) Klak
- Mesembryanthemum neofoliosum Klak
- Mesembryanthemum nitidum Haw.
- Mesembryanthemum noctiflorum L.
- Mesembryanthemum nodiflorum L.
- Mesembryanthemum nucifer (Ihlenf. & Bittrich) Klak
- Mesembryanthemum occidentale Klak
- Mesembryanthemum oculatum N.E.Br.
- Mesembryanthemum oubergense (L.Bolus) Klak
- Mesembryanthemum pallens Aiton
- Mesembryanthemum parviflorum Jacq.
- Mesembryanthemum paulum (N.E.Br.) L.Bolus
- Mesembryanthemum pellitum Friedrich
- Mesembryanthemum prasinum (L.Bolus) Klak
- Mesembryanthemum pseudoschlichtianum (S.M.Pierce & Gerbaulet) Klak
- Mesembryanthemum quartziticola  Klak
- Mesembryanthemum rabiei (L.Bolus) Klak
- Mesembryanthemum rapaceum Jacq.
- Mesembryanthemum resurgens Kensit
- Mesembryanthemum rhizophorum Klak
- Mesembryanthemum salicornioides Pax
- Mesembryanthemum schenckii Schinz
- Mesembryanthemum schlichtianum  Sond.
- Mesembryanthemum serotinum (L.Bolus) Klak
- Mesembryanthemum sinuosum L.Bolus
- Mesembryanthemum sladenianum L.Bolus
- Mesembryanthemum spinuliferum Haw.
- Mesembryanthemum splendens L.
- Mesembryanthemum springbokense  Klak
- Mesembryanthemum stenandrum (L.Bolus) L.Bolus
- Mesembryanthemum subnodosum A.Berger
- Mesembryanthemum subtruncatum L.Bolus
- Mesembryanthemum suffruticosum (L.Bolus) Klak
- Mesembryanthemum tenuiflorum Jacq.
- Mesembryanthemum tetragonum Thunb.
- Mesembryanthemum theurkauffii (Maire) Maire
- Mesembryanthemum tomentosum Klak
- Mesembryanthemum tortuosum L.
- Mesembryanthemum trichotomum Thunb.
- Mesembryanthemum vaginatum Lam.
- Mesembryanthemum vanheerdei (L.Bolus) Klak
- Mesembryanthemum vanrensburgii (L.Bolus) Klak
- Mesembryanthemum varians Haw.
- Mesembryanthemum viridiflorum Aiton